# Redoute des Hirondelles
La redoute des hirondelles est un ouvrage de la première ceinture de Lyon qui doit son nom à un mur peint d'un vol d'hirondelles lui faisant face. Elle appuyait la puissance de feu du fort Montluc à Villeurbanne.

## Histoire
Elle fut construite en 1831 à l'extrémité du faubourg de la Guillotière et achevée en 1844, avec pour rôle de défendre la RN6 (en direction de Chambéry). Cette redoute était entourée d'une escarpe haute de 7 m.
Une tentative d'utilisation de cet ouvrage par l'armée quelque temps après sa déclaration d'obsolescence pour en faire une fabrique d'équipement fut un échec. À la suite de l'incendie de celle-ci, l'ouvrage devint abandonné puis cédé à la ville.

## Aujourd'hui
La manufacture des tabacs de Lyon se construisit sur le terrain dès 1900, puis l'université Jean Moulin Lyon 3 quelques décennies plus tard.
L'ancienne RN6 allant à cette redoute se nomme désormais avenue des frères Lumière.